# Armand Jean du Plessis de Richelieu

Kardinal Richelieus vapensköld.

Armand-Jean du Plessis de Richelieu, född 9 september 1585 i Paris, död  4 december 1642 i Paris,, var  en fransk statsman och känd som ”den röde eminensen”. Han var kardinal från 1622 och hertig av Richelieu och Fronsac från 1631.

## Biografi
Richelieu föddes i en adlig familj i Paris. Han slog in på den kyrkliga banan och 1606 utnämndes han till biskop av Luçon och 1622 kardinal. Genom Maria av Medicis inflytande blev han Ludvig XIII:s premiärminister och Frankrikes styresman från 1624, en ställning som han behöll fram till sin död 1642.
Hans mål var den enväldiga monarkin. Utan nåd krossade han adelns opposition och bekämpade hugenotterna. Utrikespolitiskt försökte han skapa en ledarställning för Frankrike i Europa genom att bryta Habsburgs maktställning. Därför gav han sitt stöd till den svenske kungen Gustav II Adolf och de protestantiska furstarna i Tyskland och drog in Frankrike i trettioåriga kriget 1635.
Richelieus omorganisation av förvaltningen och koncentrationen av makten till central administration bildade grundvalen för Frankrikes storhetstid på 1600-talet och blev normgivande för Ludvig XIV:s och kardinal Mazarins styrelse. På grund av ständigt ökande skattebördor, som framför allt drabbade borgare och bönder, lyckades han dock aldrig vinna den breda massans stöd.
Richelieu hade ett privat garde av livvakter som omgav och skyddade hans person, till och med i kungliga slottet. Hans palats – Palais-Cardinal, det senare Palais-Royal – var mer glänsande, mer konstnärligt utsmyckat och mer uppfyllt av statsmän, officerare, supplikanter, konstnärer och skriftställare än Louvren, där kungen residerade. Kardinalen såg ogärna att man vände sig till kungen i stället för till honom med någon anhållan. Han hade en årsinkomst på 3 miljoner livres.
Hans ambition var att franska språket skulle ersätta latinet som den civiliserade världens allmänna språk. För att rena och polera franskan grundade han 1635 Franska akademien, vars uppgift skulle vara att utveckla och noggrant bestämma språkformen samt meddela grunderna för retorik och poetik.
Han är begravd i Sorbonnekapellet; hans gravmonument utfördes av François Girardon.

### Fotnoter
1. ↑  ”Armand-Jean du Plessis Richelieu - Uppslagsverk - NE”. www.ne.se. http://www.ne.se/uppslagsverk/encyklopedi/l%C3%A5ng/armand-jean-du-plessis-richelieu. Läst 11 november 2015.
2. ↑  Richelieu i Nordisk familjebok (första upplagan, 1889)
3. ↑  Richelieu i Nordisk familjebok (andra upplagan, 1916)
4. ↑   Bra Böckers lexikon, 1979.
5. 1 2 3  Hildebrand, Hans; Hjärne, Harald; Pflugk-Harttung, Julius von. ”636 (Världshistoria / Nya tiden 1500-1650)”. runeberg.org. https://runeberg.org/vrldhist/4/0666.html. Läst 11 december 2021.